# Стемпняк, Ли
Ли Стемпняк (англ. Lee Stempniak; 4 февраля 1983, Уэст-Сенека, Нью-Йорк, США) — бывший профессиональный американский хоккеист, крайний нападающий. На НХЛ 2003 года был выбран в 5-м раунде под общим 148-м номером клубом «Сент-Луис Блюз».

## Вне льда
Ли родился в городе Уэст-Сенека, который расположен в штате Нью-Йорк. Дом Стемпняка находился рядом с катком, хозяин которого позволял играть юному хоккеисту, всякий раз когда у Ли появлялась такая возможность. После окончания средней школы Ли намеревался начать профессиональную карьеру, но его родители настаивали на том, чтобы их сын непременно получил высшее образование. Единственный университет, который проявил заинтересованность в Ли был Дартмутский колледж. В 2001 году Стемпняк, поступив в Дартмутский колледж на факультет экономики, становится студентом и начинает играть в составе университетской команды — «Дартмут Биг Грин». У Ли есть младший брат — Джэй, который играл в составе команды Университета Джонсона и Уэльса, а также команды Университета Франклина Пирса.

## Игровая карьера
Стемпняк играл в составе «Дартмут Биг Грин» на протяжении четырёх сезонов. Два последних сезона был капитаном своей команды.

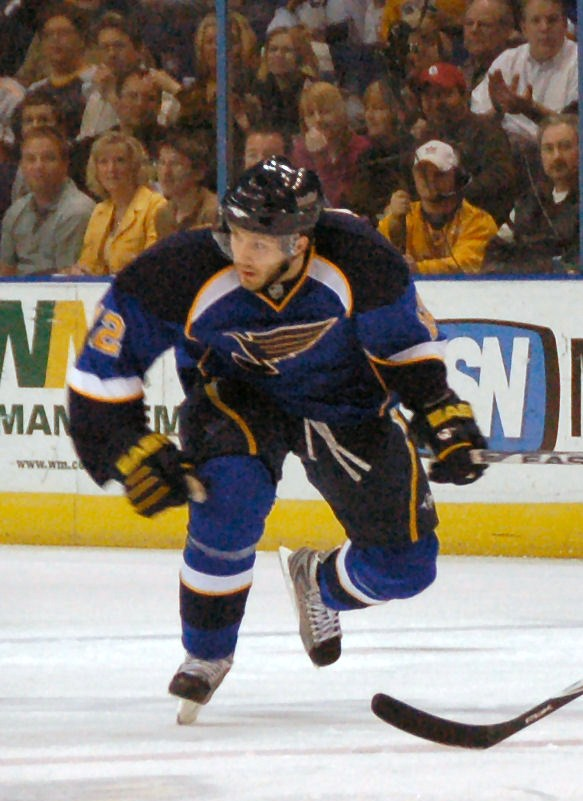
Ли Стемпняк в составе «Сент-Луис Блюз»

На драфте НХЛ 2003 года Стемпняка задрафтовал «Сент-Луис Блюз» в 5 раунде под общим 148-м номером.
После окончания университета в 2005 году Ли начал профессиональную хоккейную карьеру. Начало сезона 2005/06 Стемпняк провёл в Американской хоккейной лиге, выступая за фарм-клуб «Сент-Луис Блюз» — «Пеория Ривермен». Вскоре Ли дебютировал в НХЛ и закрепляется в основном составе «Сент-Луиса». В регулярном сезоне 2005/06 Стемпняк поразил ворота соперников 14 раз, набрав в общей сложности 27 очков.
В сезоне 2006/07 сыграл за свой клуб во всех 82 матчах регулярного сезона, в которых забросил 27 шайб, став тем самым лучшим снайпером сезона в своей команде. На протяжении всего сезона Стемпняк играл бок о бок с двумя молодыми хоккеистами — Дэвидом Бэйксом и Джейем Макклементом.
В межсезонье Ли стал ограниченно свободным агентом и долгое время не мог договориться с руководством «Сент-Луис Блюз» о заключении нового соглашения. К молодому перспективному игроку проявляли интерес многие клубы НХЛ, но после обращения Стемпняка в зарплатный арбитраж наметился сдвиг в переговорах о контракте. 25 июля 2007 года Ли подписал новый контракт с «Блюзменами» сроком на три года.
24 ноября 2008 года Стемпняк был обменян в «Торонто Мейпл Лифс» на нападающего Александра Стина и защитника Карло Колойаково. В общей сложности в составе «Мейпл Лифс» Ли провёл на льду 123 матча, в которых записал на свой бомбардирский счёт 61 результативный балл.
3 марта 2010 года Стемпняк был обменян в «Финикс Койотис» на право выбора в четвёртом и седьмом раунде драфта 2010 года.
После окончания сезона 2009/10 Ли стал неограниченно свободным агентом. Как и три года назад у Стемпняка возникли сложности при заключении нового контракта. После долгих переговоров Ли согласился подписать новое соглашение с «Финикс Койотис». Подпись под новым контрактом Стемпняк поставил 29 августа 2010 года. Срок нового соглашения составил два года, а зарплата хоккеиста устанавливалась на уровне 1,75 млн долларов за сезон.
За «Койотов» Ли играл ещё в течение года. В сезоне 2010/11 сыграл в 82 матчах регулярного сезона, заработав в них 38 очков.

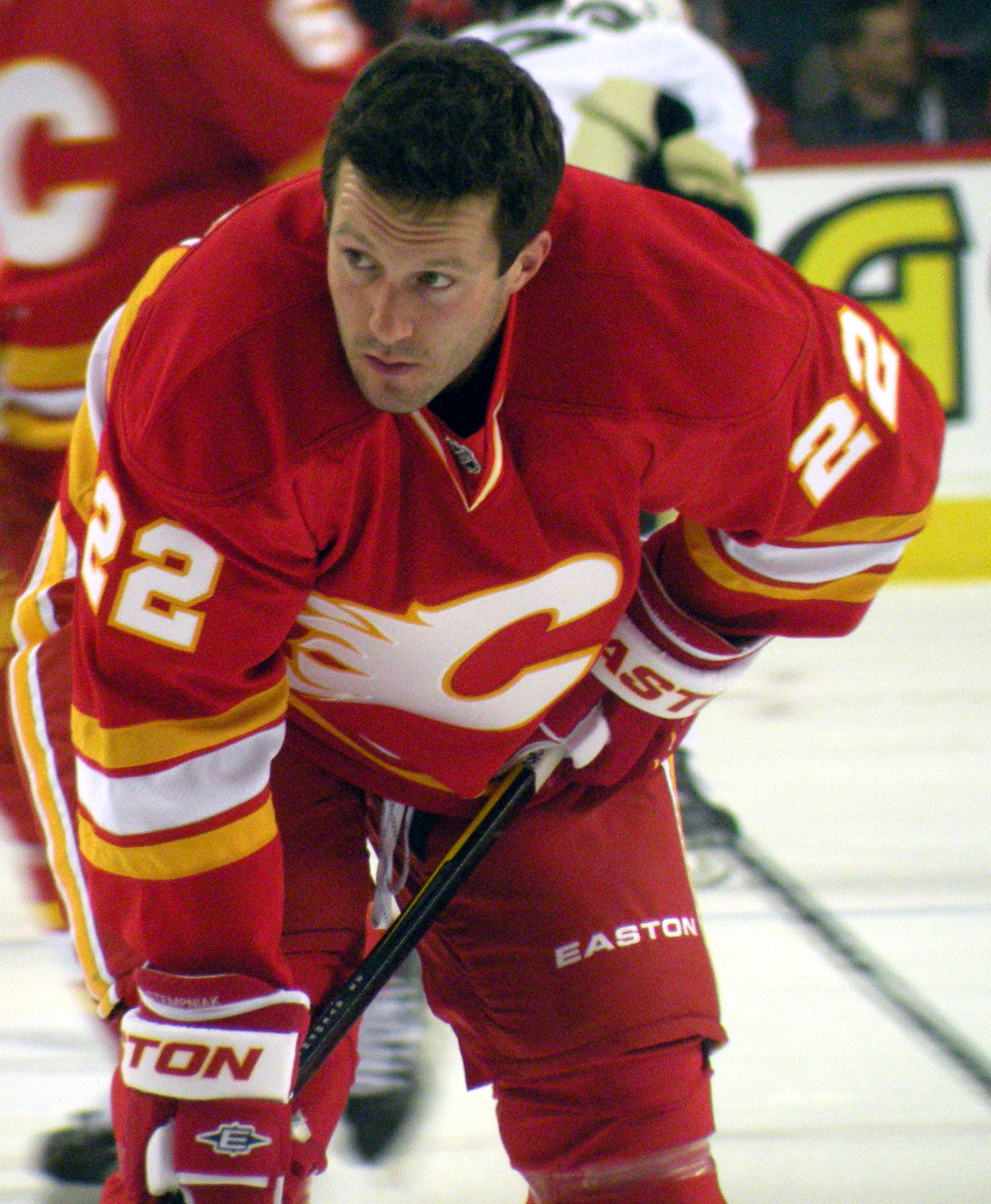
Стемняк в составе «Калгари Флеймз».

29 августа 2011 года Ли Стемпняк был обменян в «Калгари Флеймз» на центрального нападающего Дэймона Лэнгкоу. 21 января 2012 года в матче против «Эдмонтон Ойлерз» Ли оформил хет-трик (дважды поразив точными бросками ворота Николая Хабибулина и забросив шайбу в пустые ворота в концовке матча) и отдал 1 голевую передачу, тем самым записав на свой счёт 4 результативных балла в одном матче, который хоккеисты «Флеймз» выиграли с разгромным счётом 6:2. Всего в сезоне 2011/12 Стемпняк выходил на лёд в 61 матче, в которых забросил 14 шайб.
29 июня 2012 года Ли Стемпняк подписал новый двухлетний контракт с «Калгари Флеймз» общей стоимостью 5 млн долларов.
В укороченном из-за локаута сезоне 2012/13 провёл на льду 47 матчей.
16 ноября 2013 года в матче против «Эдмонтон Ойлерз» Ли подрался с защитником Эндрю Ференсом. В ходе драки Стемпняк лишился зуба.
5 марта 2014 года, за три месяца до окончания контракта с «Калгари Флеймз», Ли Стемпняк был обменян в «Питтсбург Пингвинз» на право выбора в 3 раунде драфта 2014 года. В новой команде Ли был поставлен играть в первом звене вместе с Сидни Кросби и Крисом Кунитцом. В рамках регулярного сезона 2013/14 в составе «Пингвинов» Стемпняк провёл на льду 21 игру. Первую шайбу в плей-офф Стемпняк забросил 21 апреля 2014 года в первом раунде, в третьем матче серии против «Коламбус Блю Джекетс», поразив точным броском ворота Сергея Бобровского. Стемпняк забросил шайбу, которая помогла хоккеистам «Питтсбург Пингвинз» сравнять счёт в матче чуть меньше чем за 3 минуты до окончания третьего периода.
Следующим летом заключил однолетний контракт на $ 900 тыс. с «Нью-Йорк Рейнджерс». В дедлайн был обменян в «Виннипег Джетс» на форварда Карла Клингберга. В плей-офф сыграл за «Виннипег» все 4 матча и забил 1 гол, но «Шмели» проиграли все 4 матча «Анахайму Дакс».
«Джетс» не стали продлевать контракт со Стемпняком. Новой командой форварда стал «Нью-Джерси Девилз», предложивший однолетний контракт на $ 850 тыс. Но третий сезон подряд Ли обменяли перед дедлайном, на этот раз в «Бостон Брюинз» на право выбора во 2 и 4 раундах драфта. Стемпняк набрал 10 очков в 19 матчах, но не смог помочь пробиться «Бостону» в плей-офф.
Вновь оставшись без контракта, заключил двухлетний контракт с «Каролиной Харрикейнз» на $ 5 млн.
1 октября 2019 года официально объявил о завершении профессиональной карьеры.

## Международные выступления
Ли Стемпняк играл в составе сборной США на трёх чемпионатах мира 2007, 2008 и 2009 года. На |чемпионате мира в 2008 году был альтернативным капитаном своей сборной.

## Статистика

### Регулярный сезон и плей-офф
| 2000/01   | Баффало Лайтнинг    | OPJHL     | 48  | 34  | 41  | 75  | 36  | —  | — | — | — | — |
| 2001/02   | Дартмут Биг Грин    | ECAC      | 32  | 12  | 9   | 21  | 8   | —  | — | — | — | — |
| 2002/03   | Дартмут Биг Грин    | ECAC      | 34  | 21  | 28  | 49  | 32  | —  | — | — | — | — |
| 2003/04   | Дартмут Биг Грин    | ECAC      | 34  | 16  | 22  | 38  | 42  | —  | — | — | — | — |
| 2004/05   | Дартмут Биг Грин    | ECAC      | 35  | 14  | 29  | 43  | 34  | —  | — | — | — | — |
| 2005/06   | Пеория Ривермен     | АХЛ       | 20  | 8   | 5   | 13  | 25  | 3  | 0 | 3 | 3 | 2 |
| 2005/06   | Сент-Луис Блюз      | НХЛ       | 57  | 14  | 13  | 27  | 22  | —  | — | — | — | — |
| 2006/07   | Сент-Луис Блюз      | НХЛ       | 82  | 27  | 25  | 52  | 33  | —  | — | — | — | — |
| 2007/08   | Сент-Луис Блюз      | НХЛ       | 80  | 13  | 25  | 38  | 40  | —  | — | — | — | — |
| 2008/09   | Сент-Луис Блюз      | НХЛ       | 14  | 3   | 10  | 13  | 2   | —  | — | — | — | — |
| 2008/09   | Торонто Мейпл Лифс  | НХЛ       | 61  | 11  | 20  | 31  | 31  | —  | — | — | — | — |
| 2009/10   | Торонто Мейпл Лифс  | НХЛ       | 62  | 14  | 16  | 30  | 18  | —  | — | — | — | — |
| 2009/10   | Финикс Койотис      | НХЛ       | 18  | 14  | 4   | 18  | 8   | 7  | 0 | 2 | 2 | 0 |
| 2010/11   | Финикс Койотис      | НХЛ       | 82  | 19  | 19  | 38  | 19  | 4  | 0 | 0 | 0 | 0 |
| 2011/12   | Калгари Флэймз      | НХЛ       | 61  | 14  | 14  | 28  | 16  | —  | — | — | — | — |
| 2012/13   | Калгари Флэймз      | НХЛ       | 47  | 9   | 23  | 32  | 12  | —  | — | — | — | — |
| 2013/14   | Калгари Флэймз      | НХЛ       | 52  | 8   | 15  | 23  | 28  | —  | — | — | — | — |
| 2013/14   | Питтсбург Пингвинз  | НХЛ       | 21  | 4   | 7   | 11  | 4   | 13 | 2 | 1 | 3 | 6 |
| 2014/15   | Нью-Йорк Рейнджерс  | НХЛ       | 53  | 9   | 9   | 18  | 18  | —  | — | — | — | — |
| 2014/15   | Виннипег Джетс      | НХЛ       | 18  | 6   | 4   | 10  | 2   | 4  | 1 | 0 | 1 | 0 |
| 2015/16   | Нью-Джерси Девилз   | НХЛ       | 63  | 16  | 25  | 41  | 34  | —  | — | — | — | — |
| 2015/16   | Бостон Брюинз       | НХЛ       | 19  | 3   | 7   | 10  | 4   | —  | — | — | — | — |
| 2016/17   | Каролина Харрикейнз | НХЛ       | 82  | 16  | 24  | 40  | 32  | —  | — | — | — | — |
| 2017/18   | Каролина Харрикейнз | НХЛ       | 37  | 3   | 6   | 9   | 4   | —  | — | — | — | — |
| 2017/18   | Шарлотт Чекерс      | АХЛ       | 1   | 0   | 0   | 0   | 0   | —  | — | — | — | — |
| 2018/19   | Бостон Брюинз       | НХЛ       | 2   | 0   | 0   | 0   | 0   | —  | — | — | — | — |
| 2018/19   | Провиденс Брюинз    | АХЛ       | 4   | 2   | 2   | 4   | 4   | —  | — | — | — | — |
| НХЛ всего | НХЛ всего           | НХЛ всего | 911 | 203 | 266 | 469 | 327 | 28 | 3 | 3 | 6 | 6 |

### Международные турниры
| Год      | Команда  | Турнир   | Результат |    | И | Г | П  | О  | Ш |
| -------- | -------- | -------- | --------- | -- | - | - | -- | -- | - |
| 2007     | США      | ЧМ       | 5-е место | 7  | 6 | 4 | 10 | 27 |   |
| 2008     | США      | ЧМ       | 6-е место | 7  | 0 | 3 | 3  | 6  |   |
| 2009     | США      | ЧМ       | 4-е место | 9  | 2 | 0 | 2  | 6  |   |
| ЧМ всего | ЧМ всего | ЧМ всего | ЧМ всего  | 23 | 8 | 7 | 15 | 39 |   |